# Mississippi (песня Боба Дилана)
«Mississippi» — песня Боба Дилана, выпущенная в 2001 году на альбоме Love and Theft. Журнал Rolling Stone поместил песню на 260-е место в списке 500 величайших песен всех времен и на 21-е место в списке 100 величайших песен Боба Дилана.